# Canal Nostalgia
Canal Nostalgia fue un canal temático de Televisión Española dedicado a la emisión de programas del archivo de TVE. 
Se emitía en las plataformas de pago como Digital+,  ONO (actualmente Vodafone TV), Canal Satélite Digital, además en la Televisión Digital Terrestre en España.

## Historia
El primer esbozo de un canal de estas características en España se produce el 10 de agosto de 1972, cuando Telefónica y TVE, bajo la dirección de Adolfo Suárez, firmaron un acuerdo para la creación de la operadora de cable Cablevisión (o bien Tele Cable o Cable TVE), que contendría un tercer canal de TVE, la Cadena Documento, así como un cuarto canal de TVE, la Cadena Espectáculo. Durante el verano de 1973 se publicó incluso una parrilla de programación para el canal en la que se preveía que contaría con la emisión de espectáculos musicales, cine y deportes. Finalmente, el tercer y el cuarto canal de TVE no se concretaron y, pese a un nuevo intento de creación de los canales en 1976, quedaron en un proyecto inacabado.
Más tarde, en 1997 Canal Nostalgia inició sus emisiones dentro de un paquete de canales llamado TVE-Temática en el que se estrenaban también Canal 24 Horas, Canal Alucine y Cine Paraíso. Estos canales comenzaron emitiéndose vía satélite, para pasar a la oferta de la desaparecida Vía Digital a partir del mismo año, plataforma donde pasó la mayor parte de su vida en el canal 128.
Tras la fusión de Vía Digital y Canal Satélite Digital en la actual Digital+, se mantuvo la emisión de Canal Nostalgia únicamente para los abonados procedentes de Vía Digital, y únicamente mientras terminaba el periodo contratado por los mismos, para ser retirado por completo de Digital+ pasado ese tiempo.
Poco tiempo después, Canal Nostalgia dio el salto a Ono, donde pasó sus últimos años de emisión. A mediados de 2005, Canal Nostalgia desapareció de la oferta de la plataforma de Cable. Si bien oficialmente el canal siguió en activo, continuando la programación habitual hasta el 29 de noviembre, ninguna operadora ofrecía su emisión, siendo solo visible la lista de la programación a través de la web de TVE. El 30 de noviembre, y con el mismo equipo de Canal Nostalgia, su sucesor, el canal TVE-50 inició sus emisiones a través de la TDT, despareciendo desde ese momento oficialmente el canal.

## Programación
Dirigida y coordinada por Gloria Berrocal, la programación de Canal Nostalgia tenía una duración de 12 horas, repitiéndose el mismo bloque de 12 horas dos veces al día en el mismo orden, una vez durante el día y otra durante la noche y la madrugada.
En ella se incluían programas clásicos de toda la historia de TVE que se conserven en el archivo de la cadena pública, y sus géneros son tan variados como la programación en esos años: series, dramáticos, documentales, concursos, musicales, infantiles, festivales, informativos, cine, teatro, novela, deportes, toros, etc.
Normalmente, Canal Nostalgia solo emitía programas de producción propia de TVE, ya que para emitir programas como series extranjeras o películas, necesitaba adquirir los derechos de emisión, encareciendo el coste de emisión.

## Logotipos
Canal Nostalgia ha tenido dos logotipos en su historia. El primero de ellos tiene el nombre "Canal Nostalgia" en color gris en la parte inferior, y en la parte superior una pantalla de color gris con una gran N y una flor de tres pétalos de colores azul, amarillo y verde en el extremo superior derecho de la N. En ocasiones aparecía una línea divisoria entre estos dos elementos, aunque normalmente esta línea no aparecía. La mosca durante esta época era prácticamente igual, únicamente cambiando el nombre inferior "Canal Nostalgia" por el logotipo oficial de TVE.
El segundo logotipo es un bloque redondeado de color amarillento con la palabra "Nostalgia" en letras negras y una pequeña televisión redonda, con una antena de cuernos, una pantalla blanca y el resto del mismo color amarillento del resto del logo. Si se usaba como logotipo, la televisión estaba situada centrada encima del nombre y en gran tamaño. En la mosca, en cambio, la televisión reducía considerablemente su tamaño y se situaba pegada a la esquina superior izquierda del nombre.